# Leibnizschule (Frankfurt am Main)
Die Leibnizschule im Frankfurter Stadtteil Höchst ist eines der ältesten Gymnasien Frankfurts mit einer über 175-jährigen Geschichte.

## Geschichte

### Gründung
Bereits 1818 aufgrund des landesherrlichen Edikts vom 24. März 1817 als Realschule in Höchst gegründet, wurde die Lehranstalt trotz anfänglich großem Interesse aufgrund rückläufiger Schülerzahlen im Jahr 1822 geschlossen. Nachdem im Jahr 1840 Modifikationen am bestehenden Edikt vorgenommen wurden, unter anderem die Integration der Sprachen Englisch und Französisch, sowie eine vorgegebene Lehrdauer von drei Jahren, führte dies zur Eröffnung einer Realklasse innerhalb einer Privatanstalt. Da die Lehrtätigkeiten allerdings unzureichend in einem Zimmer einer Privatwohnung stattfanden, wurde seitens der Landesregierung verfügt, dass ein Raum für die Schule im neu erworbenen Rathaus der Stadt zur Verfügung gestellt werden müsse.
Somit wurde im Jahr 1843 eine Realschule gegründet, die als eigentlicher Vorläufer der Leibnizschule gelten darf.

### Weiterentwicklung zur höheren Lehranstalt
Im Laufe der weiteren Jahre wurde die vorherbestehende Privatanstalt mit der Realschule vereinigt. Weitere Klassen und ein Turnunterricht wurden eingeführt. Ab 1859 wurde genehmigt, dass auch Mädchen die Schule besuchen durften – mit Ausnahme der wissenschaftlichen Fächer Mathematik, Physik und Chemie. Im November 1861 erhielten die Realschulen, die bislang unmittelbar der Landesregierung unterstellt waren, eine selbständige Stellung.
Obwohl eine Aufhebung des gemeinschaftlichen Unterrichts von Knaben und Mädchen erwogen wurde, blieb diese koedukative Unterrichtungsweise aus finanziellen Gründen erhalten. Trotzdem wurde 1874 eine private höhere Töchterschule gegründet, deren Nachfolgerin die heutige Helene-Lange-Schule ist.
Eine ministerielle Genehmigung zur Errichtung einer höheren Lehranstalt und eine, auf zehn Jahre vertraglich festgelegte, finanzielle Unterstützung durch die Farbwerke Hoechst AG führte von 1884 bis 1887 zur schrittweisen Umgestaltung der Realschule in ein Realprogymnasium, wo keine Mädchen mehr aufgenommen wurden.
Um dem Ausbau des Realprogymnasiums, der stetig zunehmenden Schülerzahl als auch dem gestiegenen Bedarf an Lehrkräften mit Räumlichkeiten gerecht zu werden, wurde Ende 1890 ein neues Schulgebäude errichtet. Mit der Ausweitung der Klassenstufen und der Lehrinhalte als auch einiger Erlasse im selben Jahr entwickelte sich mit dem Ende des Schuljahres 1903/04 die Lehranstalt schließlich zum Gymnasium nebst Realschule zu Höchst am Main.

### Jüngere Geschichte und Gegenwart
Nach weiteren Umzügen und den Wirren der beiden Weltkriege, in deren Zeit der Lehrbetrieb größtenteils eingestellt wurde, beschloss die Stadt Frankfurt im Jahr 1972 das Zusammenlegen der beiden gymnasialen Oberstufen der Leibnizschule und der Helene-Lange-Schule, wo jeweils Jungen und Mädchen bis 1975 getrennt die Allgemeine Hochschulreife erlangen konnten. Mit dem ebenfalls im Jahr 1975 fertiggestellten Bau des Bildungs- und Kulturzentrum Frankfurt fand der Unterricht für die Oberstufe im dort neu errichteten Friedrich-Dessauer-Gymnasium statt.
Bis auf eine mehrjährige Ausnahme in den Schuljahren 2011/12 bis 2013/14, in denen das Schulmodell G8 praktiziert wurde, konnte man an der Leibnizschule mit der 10. Klasse die Mittlere Reife erlangen und später im Rahmen eines Schulverbunds zusammen mit der Helene-Lange-Schule und dem Friedrich-Dessauer-Gymnasium auf das letztgenannte Oberstufengymnasium wechseln.
Dieser Schulverbund ist gekennzeichnet durch personelle und pädagogische Kooperation. So unterrichten Lehrer sowohl an der Leibnizschule als auch am Friedrich-Dessauer-Gymnasium. Die Schülerinnen und Schüler an der Leibnizschule haben im Anschluss an die 10. Klasse ein Vorrecht auf die Aufnahme am Friedrich-Dessauer-Gymnasium, um dort das Abitur abzulegen.

## Profil der Schule
Die Leibnizschule ist ein Mittelstufengymnasium (Jgst. 5–10). Sie arbeitet im Schulverbund mit dem Friedrich-Dessauer-Gymnasium zusammen, auf dem die Leibnizschüler die Oberstufe absolvieren. Darüber hinaus ist die Leibnizschule zertifizierte Schule mit Schwerpunkt Musik. Somit bietet sie Profilklassen in Musik, aber auch Profilklassen in den Naturwissenschaften (s. u.). Als Schule mit Ganztagsangebot (Profil 2) finden die Lernenden neben der Hausaufgabenbetreuung am Nachmittag für die Jgst. 5 und 6 ein umfangreiches Angebot an Arbeitsgemeinschaften.

### Förderung der Deutschkenntnisse
- Fächerübergreifendes Konzept zur Leseförderung
- „Leseclub“ in Kooperation mit der Stiftung Lesen
- Teilnahme an Vorlese- und Debattierwettbewerben („Jugend debattiert“).
- Wahlunterricht „Kreatives Schreiben“
- Förderkurse und Autorenlesungen

### Gewaltprävention
- Kennenlern- und Orientierungsfahrten
- Projekttage
- Mentorenprogramm
- Projektangebote der Sozialpädagogin

### Hilfen zur Berufsorientierung
Betriebspraktikum im zehnten Schuljahr

### Schüleraustausch und -partnerschaft
Zweimal jährlich nach Frankreich (Bretagne und Lothringen)

## Schwerpunkte der Schule

### Mathematik / Naturwissenschaften
- Profilklasse Nawi
- Mathematik AG und Mathe-Labor
- Teilnahme an mathematischen Wettbewerben
- Wahlunterricht in Naturwissenschaft und Technik

### Musik / Kunst
- Zertifizierte „Schule mit Schwerpunkt Musik“
- Chor, Orchester (in Kooperation mit der Musikschule Frankfurt)
- Theater AGs
- Wahlunterricht Kunst
- Jährlich Konzerte, Theateraufführungen und Kunstausstellungen
- Auszeichnung vom Hessischen Kultusministerium mit dem Prädikat Schule mit besonderer musikalischer Förderung

### „Neue Technologien“
- Textverarbeitung im Deutschunterricht
- Tabellenkalkulation und Powerpoint im Mathematikunterricht
- Präsentationstechniken im Erdkundeunterricht
- Wahlunterricht Informatik

### Sport
- Ski-Lehrgänge, Schwimmunterricht
- Sportfest
- AGs: Rudern, Handball, Fußball, Inline-Skating etc.
- Teilnahme an Schulsportwettkämpfen
- Teilnahme an „Jugend trainiert für Olympia“ im Rudern

### Sprachen
- 1. Fremdsprache Englisch ab Jgst.5, 2. Fremdsprachen Französisch oder Latein ab Jgst.6,
- Schulpartnerschaften in Frankreich mit Austausch nach Lothringen und in die Bretagne
- Dritte Fremdsprache Spanisch oder Latein als Wahlunterrichtsfach ab Jgst.9
- Wahlunterricht Englisch (Vorbereitung auf das Cambridge Certificate)

## Gelände der Schule
Die Schule besteht aus einem Hauptgebäude, mit Zugang von der Gebeschusstraße, einem Neubau, sowie einer Turnhalle, die im Norden an der Peter-Bied-Straße liegt. Ein begrünter Innenhof im Hauptgebäude dient als „grünes Klassenzimmer“ und als Ruhezone in den Pausen.

### Hauptgebäude
- Klassenräume für Klassen 5–8
- Fachräume für Biologie, Physik, Chemie, Kunst, Musik
- Fachräume für Deutsch und Gesellschaftswissenschaften
- zwei Computerräume
- Schülerbücherei
- Theaterkeller
- Orchester-Übungsraum

### Neubau
- Klassenräume für Klassen 9–10
- Fachraum für Fremdsprachen
- Büro der Sozialpädagogin
- Aufenthaltsraum für Klassen 8–10

## Bekannte ehemalige Schüler
- Karl Becker (1923–2002), Arzt und Politiker (CDU), Mitglied des Bundestages von 1976 bis 1980 und von 1982 bis 1990
- Willi Birkelbach (1913–2008), Politiker (SPD), Mitglied des Bundestages von 1949 bis 1964, Mitglied des Europäischen Parlaments von 1952 bis 1964, erster Datenschutzbeauftragter des Landes Hessen von 1971 bis 1975; Abitur 1932
- Hellmut Brunner (1913–1997), Ägyptologe; Abitur 1931
- Hans Günther (* 1941), Slawist und Literaturwissenschaftler; Abitur 1960
- Marcus Nispel (* 1963), Film- und Videoclip-Regisseur
- Marko Marin (* 1989), Fußballspieler
- Jürgen Ritsert (* 1935), Soziologe
- Rudolf Schäfer  (1914–1985), Journalist, Historiker und Höchster Heimatforscher
- Anton Schindling (1947–2020), Historiker; Abitur 1966
- Hermann Josef Wehrle (1899–1944), römisch-katholischer Priester und Widerstandskämpfer gegen den Nationalsozialismus; Notabitur 1917
- Hans Zürn (1936–2020), deutscher Schauspieler

## Bekannte ehemalige Lehrer
- Heinrich Deiters (1887–1966), Reformpädagoge und Bildungspolitiker der DDR, Leiter des Gymnasiums von 1924 bis 1927
- Ernst Majer-Leonhard (1889–1966), Pädagoge